# أورسيولا ميكرانثا
أورسيولا ميكرانثا (الاسم العلمي: Urceola micrantha) هو نوع نباتي من فصية الدفلية. إنها شجيرة منتشرة على نطاق واسع في معظم أنحاء شرق آسيا وجنوب شرق آسيا وجبال الهيمالايا.
في تايوان، تُستخدم في الطب التقليدي مسكنًا للألم ومضادًا للالتهابات ومضادًا للتشنجات. وتستخدم أيضًا في تايلاند. كان يُستخرج منها مادة اللثى لصناعة المطاط قبل أن تصبح شجرة المطاط البرازيلية مصدرًا رئيسيًا.
يحتوي النوع على بروانثوسيانيدين B2 [الإنجليزية] و بروانثوسيانيدين A1 [الإنجليزية] و بروانثوسيانيدين A2 [الإنجليزية].

## الإنتشار
آسام، بنغلاديش، كمبوديا، جنوب وسط الصين، جنوب شرق الصين، شرق الهيمالايا، هاينان، لاوس، مالايا، ميانمار، نانسي شوتو، تايوان، تايلاند، التبت، فيتنام.